# Criserosphaeria phyllostictoides
Criserosphaeria phyllostictoides är en svampart som beskrevs av Speg. 1912. Criserosphaeria phyllostictoides ingår i släktet Criserosphaeria, ordningen disksvampar, klassen Leotiomycetes, divisionen sporsäcksvampar och riket svampar.   Inga underarter finns listade i Catalogue of Life.